# Destiny (Irene Adler)
Destiny —Destino en España— (Irene Adler) es una personaje ficticia austriaca que aparece en los cómics estadounidenses publicados por Marvel Comics, normalmente aquellos protagonizados por los X-Men. Creado por el escritor Chris Claremont y el artista y coguionista John Byrne, el personaje apareció por primera vez en The Uncanny X-Men #141 (enero de 1981) como adversario de los X-Men, aunque en varias historias ha funcionado como una aliada. Está casada con la villana de X-Men, Mística, y es conocida por ser una destacada personaje del cómic LGBT. Aunque ciega, Destiny es una precognitiva mutante capaz de predecir con precisión acontecimientos futuros. 
Después de haber estado muerta durante años, Destiny finalmente fue resucitada por Mystique durante la Era Krakoa de los X-Men, en un cuerpo más joven. Una historia de 2023 revelaría que en realidad fue ella quien dio a luz al superhéroe de los X-Men Nightcrawler, en lugar de Mística; las dos lo concibieron después de que Mística usara sus habilidades para tomar una forma masculina.

## Historial de publicaciones
Creada por el escritor Chris Claremont y el artista y coguionista John Byrne, el personaje apareció por primera vez en The Uncanny X-Men #141 (enero de 1981).
Ya en 1981, Claremont tenía la intención de que Destiny fuera la amante de Mística, compañera de equipo de la Hermandad de Mutantes, y que fueran los padres biológicos de Nightcrawler, con Mystique tomando la forma de un hombre para la concepción.Sin embargo, en ese momento, la Autoridad del Código de Cómics y la política de Marvel prohibían la representación explícita de personajes homosexuales o bisexuales.Destiny simplemente fue referida como el único miembro de la nueva Hermandad que Mística veía como un amigo; todos los demás miembros son hombres y propensos a discutir entre ellos.
Destiny murió a manos de Legión en una historia de 1989 en The Uncanny X-Men #255. En la serie X-Treme X-Men de la década de 2000, años después de la muerte de Destiny, se reveló que ella llenó varios diarios con la historia futura de los mutantes, y la búsqueda de estos diarios fue la trama principal de la serie. Ella resucitó con un virus tecno-orgánico durante la historia "Necrosha" de 2009.
En 2021, Marvel anunció una nueva historia titulada "Destiny of X", que comenzó en 2022 y presenta a Destiny como uno de sus personajes centrales.El Immortal X-Men de Kieron Gillen también la estableció explícitamente como Irene Adler de las historias de Sherlock Holmes por primera vez, siendo Holmes una identidad utilizada por Mística.

## Historia

### Primeros años
Irene Adler nació en Salzburgo, Austria. Mística estaba trabajando como detective consultor cuando Destiny buscó su ayuda en la comprensión de las visiones premonitorias registrados en sus diarios.Durante este tiempo, las dos se enamoraron. Los detalles sugieren que esta reunión tuvo lugar en torno a 1900.
Ella fue más precisa en la predicción de un futuro cercano a su entorno actual. En un período de 12 meses durante su adolescencia, Irene había escrito 13 volúmenes de profecías concernientes a finales del siglo XX y principios del XXI. Cuando terminó ese período, Irene se quedó ciega y atormentada por las imágenes inquietantes de un significado incierto. Ella recurrió a los servicios de Raven (Mystique) en la búsqueda de dos objetivos: el desciframiento de sus profecías registradas y una misión para evitar que la más terrible de ellas se cumpliera.
Las dos mujeres pronto se convertirían en amigas y amantes de toda la vida. Sus habilidades con facilidad les permitían alcanzar el éxito personal. A pesar de que mantuvieron una relación sentimental durante muchos años, a pesar de que hubo períodos en que las dos mujeres se separaron la una de la otra, ambas siempre volvían a estar juntas e incluso llegando a tener familia como 3 hijos y un nieto. Mystique y Destiny estuvieron juntas algún tiempo, pero después se separaron, y se supone que ambas tuvieron otras relaciones.
Tiempo después, se instaló en Alemania, donde Mystique estaba casada con el Barón Christian Wagner. Ambas se reencuentran y deciden reiniciar su relación. Mystique tuvo un encuentro con Azazel, y quedó embarazada, haciéndole creer al Barón Wagner que el hijo era suyo. Pero cuando el niño nació, todos los que rodeaban a Mystique se horrorizaron, pues el pequeño nació cubierto con un pelambre color azul y con la apariencia de un demonio. Antes de que ella y el niño fueran linchados, Mystique huyó, y lanzó al niño por una cascada para salvarse a sí misma, el niño flotó hasta que lo recogió Margali Szardos, una hechicera que trabajaba en un circo. Con el paso del tiempo, el niño, llamado Kurt Wagner, se convertiría en el X-Men Nightcrawler.
Juntas, las dos criaron a su hija adoptiva Rogue en su casa en el ficticio condado de Caldecott, Mississippi. Permanecieron juntas hasta la muerte de Destiny.
En 1946, el Doctor Nathan Milbury (al parecer, Mr. Siniestro disfrazado), estaba involucrado con el Proyecto: Black Womb (Vientre Negro), un proyecto secreto del gobierno encabezado por Amanda Mueller con la ayuda de Alexander Ryking (padre de Carter Ryking), Brian Xavier (padre del Profesor X), Kurt Marko (padre de Juggernaut) e Irene Adler.En la serie de 2008 X-Men: Legacy, Xavier busca saber más sobre este proyecto y su influencia en su vida (y la de Juggernaut). Según los números recientes, parece que al menos Kurt Marko creía que su investigación daría como resultado la inmortalidad.

### Hermandad
Mystique y Destiny formaron la segunda Hermandad de mutantes diabólicos, un grupo de terroristas ideológicamente motivados. Ella trató de asesinar al senador Robert Kelly con una ballesta, pero fue derrotada por los X-Men y puesta bajo custodia. Ella fue rescatada de la Isla de Ryker junto con el resto de la Hermandad, y eventualmente luchó contra los Avengers y Spider-Woman, y fue recapturada.Ella predijo la desaparición de Rogue de la custodia de Mystique.Ella observó, pero no participó en, una de las últimas escaramuzas de la Hermandad con los X-Men.Finalmente, Mystique y Rogue diseñaron un escape para la Hermandad. Rom el Caballero Espacial derrotó el intento de fuga, pero Destiny fue rescatada por Rogue y Mystique. A partir de entonces, Rogue, Destiny y Mystique ayudaron a Rom a derrotar al mutante Hybrid.

### Fuerza Libertad
Finalmente, los miembros de la Hermandad de Mystique, comenzaron a trabajar para el gobierno de Estados Unidos con el nombre de Fuerza Libertad a cambio de un perdón presidencial y la protección contra los anti-mutantes. Destiny ayudó a aprehender a Magneto junto con Fuerza Libertad en la primera misión de ese grupo para el gobierno de los Estados Unidos.Ella ayudó a la Fuerza Libertad a detener a los Vengadores en la  Bóveda.Ella participó en el intento de arresto de los X-Men por parte de la Fuerza Libertad,durante el cual "previó" la muerte de los X-Men durante la "Caída de los Mutantes".

### Muerte
Fuerza Libertad viajó a una misión a la Isla Muir para detener a los Reavers. Destiny fue asesinada por Legión, que estaba siendo influenciada a su vez por el Rey Sombra. Poco antes de su muerte, ella predijo que Mystique iniciaría una relación sentimental con Forge, y aunque ellos se odiaban entre sí en ese tiempo, más tarde desarrollarían una breve relación mientras ambos eran miembros de X-Factor. Mystique esparció las cenizas de Destiny en el mar.
Mystique, más tarde, protegería a un joven mutante llamado Trevor Chase, quien se dirigió a ella como "Tía Raven", lo que implica que Chase era el nieto de Destiny. No está claro si la madre de Chase nació antes de que Mystique y Destiny se convirtieran en amantes o si, Mystique y Destiny tuvieron un hijo durante el curso de su relación.

### Los Libros de la Verdad
Años después de su muerte, se reveló que cuando el poder mutante de Destiny se manifestó por primera vez, ella llenó varios diarios llamados "los libros de verdad" con las profecías del futuro que, si caía en las manos equivocadas, que plantearía la mayor amenaza para la humanidad jamás conocida. Custodiados por Mística, algunos volúmenes llegarían más tarde a manos del Profesor Charles Xavier. Sin embargo, un equipo de X-Men, por temor a que el conocimiento absoluto del futuro diera lugar a tentaciones para su mentor, se exilió de su hogar con el fin de perseguir a los restantes volúmenes, con la esperanza de poder localizar las profecías antes de Xavier o alguien mucho peor.
Este equipo de X-Treme X-Men, pasó algún tiempo en busca de los diarios de Destiny, y encontraron el resto de ellos, sin embargo, estos llegaron a ser aparentemente inútiles, cuando una de sus predicciones fue impedida. Sin embargo, después del evento conocido como Dinastía de M, los diarios fueron buscados de nuevo por Mr. Siniestro, que cree que uno de los libros contienen información sobre el destino final de la especie mutante. Para esa misión, utilizó a los Acólitos. Exodus y sus Acólitos atacaron el Instituto Xavier sólo para descubrir falsificaciones de los libros. Los diarios reales fueron ocultados en realidad en Flint, Míchigan, por Kitty Pryde y Emma Frost. Sin embargo, todos los libros fueron reducidos a cenizas por Gambito, antes de que los Merodeadores o los X-Men pudieran leerlos.

### Necrosha
Después de apoderarse del Virus Transmodal, Selene resucitó a Destiny para que ella pudiera cuestionarla acerca de lo que le deparaba el futuro. Después de decirle a Selene lo que ella quería oír, Destiny es llevada de vuelta a su celda, donde ella telepáticamente contactó a la joven x-man Blindfold por accidente, cuando ella estaba tratando de contactar a su hija adoptiva Rogue. 
Eventualmente se revela que Proteus poseyó psíquicamente a Blindfold. Rogue, junto con un grupo de X-Men van a la Isla Muir a combatir a Proteus, que finalmente es derrotado gracias a los esfuerzos combinados de Rogue, Magneto y Psylocke. Después Destiny explica a Blindfold que ella no es su madre, como muchos creían, pero es una pariente lejana. Destiny a continuación, toma un momento para compartir un último adiós a su hija adoptiva, antes de finalmente regresar a la muerte al caer Selene.

### Guerra del Caos
Durante la Guerra de Caos, Moira MacTaggert, Ave de Trueno, Banshee, Esme y Sophie, de las Stepford Cuckoos, y los clones muertos del Hombre Multiple, son resucitados y aparecen en los antiguos terrenos de la escuela de los X-Men. Allí, Moira MacTaggert encuentra uno de los diarios de Destiny, que contiene un pasaje que describe los acontecimientos de la guerra y al parecer, la clave para derrotar a Amatsu-Mikaboshi. También se revela que ella es la misma Irene Adler de las historias de Sherlock Holmes. Moira es poseída por el fantasma de Destiny.

### Amanecer de X
Durante la historia de "Dawn of X", Destiny y la Hermandad se enfrentan a Moira en la tercera vida de esta última mientras ella estaba desarrollando una cura para la mutación, destruyendo su laboratorio y asesinando a sus colegas. Destiny amenaza con matar permanentemente a Moira en su próxima vida si el primero prevé que el segundo está actuando una vez más contra los mutantes. Ella también advierte a Moira que ésta no puede reencarnar indefinidamente. Ella le ordena a Pyro que le dé a Moira una muerte lenta y dolorosa para que esta última recuerde el costo de su transgresión actual en su próxima vida.En algún momento indeterminado antes de su muerte, Destiny prevé el surgimiento de la nación Krakoan y que sus líderes prometerán la resurrección de Mystique para Destiny, pero finalmente la negarán. Destiny le dice a Mystique que cuando llegue ese día en que esta última debe trabajar para resucitar a la primera, y si Mystique no puede hacerlo y los propios líderes krakoanos se niegan a hacerlo, Destiny le dice a Mystique que queme Krakoa hasta los cimientos.Moira está en contra del regreso de Destiny o de la presencia de cualquier precognitivo en Krakoa mientras busca evitar que se prevea el destino condenado de la especie mutante.
Durante la historia de "Reign of X", se revela que Moira aparentemente pudo copiar los diarios quemados por Gambit, porque al menos 9 volúmenes fueron vistos en su poder en No-Space Zone, algunos visiblemente numerados (vol. 1, 4, 6, 7 Y 9).

#### Inferno
Moira exige al Profesor X y Magneto que retiren a Mystique del Consejo Silencioso y borren los datos genéticos y psicológicos de Destiny para evitar su resurrección. A pesar de los esfuerzos de los dos hombres para hacer esto posible, Destiny parece haber resucitado de todos modos y Mystique somete a votación la inclusión del primero en el Consejo Silencioso.Mystique se disfraza de Magneto para adquirir los datos psicológicos de Destiny de Cradle en la Isla M, luego asume la identidad del Profesor X para adquirir los datos genéticos de Destiny de Mister Siniestro y hacer que los Cinco resucite a Destiny, quien ahora es votada en el Consejo Silencioso. Hay un agujero en el futuro que Destiny no puede ver y cree que el Profesor X y Magneto tienen la respuesta.Destiny y Mystique se encuentran con Emma Frost en el Palacio Blanco y se encuentran con los Cucos de antemano. Destiny les da a las niñas pistas sobre sus respectivos futuros, pero no puede especificar a quién se aplica cada futuro, ya que Destiny no puede distinguirlos. Emma les informa a Destiny y Mystique sobre la verdad sobre Moira y, si bien esto ha deteriorado su relación con el Profesor X y Magneto, Emma decide no ponerse del lado de ninguno de los dos y, en cambio, luchará por sí misma y manipulará a todos los demás.
Sin embargo, Emma ofrece a las mujeres varios obsequios: un medio para localizar a Moira (capturada por Orchis) y recuperarla antes de que lo hagan el Profesor X y Magneto, así como el neutralizador de poder mutante de Forge que puede convertir a Moira en humana y, por lo tanto, evitar que la línea de tiempo se reinicie tras la muerte. Recuperan a Moira y la llevan de regreso a su No-Space, cortándole el brazo para dejar su rastreador atrás para engañar al Profesor X y Magneto, y dirigiendo a Nimrod y Omega Sentinel hacia los dos hombres fingiendo un mensaje de socorro de Orchis. Mystique usa el dispositivo de Forge para convertir a Moira en humana y antes de que la maten, ella confiesa su verdadera agenda, que es desarrollar una cura que se dirija a los mutantes cuando aún son niños, evitando que se conviertan en mutantes para empezar. Antes de que cualquiera de los dos pudiera matar a Moira, son interrumpidos por Cypher, cuya conexión con Krakoa le hizo consciente de lo que sucede dentro del No-Space de Moira. Debido a que Moira ahora es humana, Cypher no puede permitir que las mujeres asesinen a Moira porque viola las leyes de Krakoa. Destiny se da cuenta de que Cypher es la razón del agujero en el futuro a través del cual no puede ver y que el único futuro favorable para ella y Mystique es donde a Moira se le permita vivir. El destino sólo puede prever que Moira tiene decisiones difíciles por delante; de lo contrario, el futuro de esta última no está claro. Antes de que Moira parta de Krakoa, es advertida por Destiny que no solo la perseguirán ellos, sino también otros. Mystique y Destiny regresan al Consejo Silencioso (ahora consciente de Moira) para consolidar su poder.En algún momento posterior, tuvo una visión de Sabretooth saliendo del Pozo, pero le dijo a Mystique que lo dejara ir porque preveía que haría algo bueno una vez que abandonara la isla. Le permitieron robar un barco dándole la orden de "provocar el caos", lo cual aceptó felizmente.

### Día del Juicio
Durante la historia del "Día del Juicio Final", Destiny informa a Mystique y Nightcrawler sobre su visión sobre la guerra con los Eternos.

## Poderes y habilidades
Destiny era una mutante que tenía la capacidad de precognición psiónica, para ver probabilidades futuras e interpretarlas para seleccionar o manipular mejor lo que probablemente sucedería. Esto le permitió compensar su ceguera viendo dónde estarían los objetos en su camino. La precisión de la capacidad de Destiny para prever el futuro disminuye en proporción directa a la distancia que nos separa en el tiempo.
Llevaba consigo una pequeña ballesta que usaba de manera ofensiva y tenía buena puntería porque "vio" dónde aterrizaría en sus visiones precognitivas.
En Necrosha, se demostró que Destiny utilizaba habilidades telepáticas mientras buscaba mentalmente a Rogue (en lugar de encontrar a Blindfold) y luego proyectaba su imagen en la mente de Blindfold. Más tarde se explicó que tenía fragmentos del mutante Proteus dentro de ella. Después de hacer contacto físico con Blindfold, Proteus pareció tomar posesión total de Blindfold y abandonar el cuerpo de Destiny. Como tal, es posible que todavía tenga telepatía o no.

## Otras Versiones

### Era de Apocalipsis
Destiny apareció en la Era de Apocalipsis. Ella se había retirado en el paraíso de Avalon y fue convencida por los X-Men que las premoniciones de Bishop eran verdad. Ella fue uno de los tres que entraron en el Cristal M'Kraan, ya que "ya no" tenía contrapartes en nuestra línea temporal.

## En otros medios

### Televisión
- Destiny apareció en la serie X-Men: Evolution, con la voz de Ellen Kennedy. En esta versión, ella no es parte de La Hermandad y nunca llevaba disfraz, pero es la mejor amiga de Mystique y se encargó de Rogue antes de que ella se uniera a los X-Men. Sus visiones proporcionaron a la serie momentos de suspenso constantes y argumentos a futuro, incluyendo la predicción de cuándo se manifestaron los poderes de Rogue (poco antes de que sucediera), la predicción sobre la posible muerte de Rogue por causa de su poder, y que Rogue así como Mystique jugarían papeles claves en la llegada de Apocalipsis. Destiny aparece en el episodio 3 “Rogue Recruit” y en el episodio 38 "Self Possessed". Aunque nunca lo declaró explícitamente en la serie, el diseñador de personajes y director del show Steven E. Gordon confirmó que ella estaba destinada a ser amante de Mystique, como en los cómics.[44]

### Videojuegos
- Destiny apareció como invitada en el videojuego X-Men Legends II: Rise of Apocalypse con la voz de Marsha Clark. Se la representa como un exmiembro de la Hermandad que renunció y se trasladó a Avalon en la Tierra Salvaje después de haber tenido la visión de un ataque de Apocalipsis.